# 魔法先生ネギま! (OVA)
『魔法先生ネギま!』（まほうせんせいネギま）は、赤松健の漫画『魔法先生ネギま!』の第3期アニメ。

## 概要
講談社OAD企画の一作で、原作単行本の初回限定版に付属するDVDに収録された。制作は第2作『ネギま!?』を手がけたシャフトが担当。アニメ前2作との繋がりはなく、ストーリーや設定は完全原作準拠であり、キャラクターデザインも原作に近いものとなっている（髪の色なども原作準拠）。原作におけるネギま部の結成から、ネギがラカンへ弟子入りするまでのエピソードの中から抜粋してアニメ化する形を採っているため、主要な場面を含めて省略された展開も多い。なお、呪文は日本語（原作の当て字）とラテン語で詠唱されている。音声付きのゲーム版に登場済で今回がアニメ初登場となったり、アニメ第1作以来の登場となるキャラクターも多いが、一部は過去のメディアミックス作品から声優が変更されている。
魔法先生ネギま! 〜白き翼 ALA ALBA〜
第1シリーズ『魔法先生ネギま! 〜白き翼 ALA ALBA〜』（まほうせんせいねぎま しろきつばさ あら あるば）。全3話。原作の夏休み編からアーニャ編をもとにしており、学園祭を終えた3年A組の夏休みをアニメ化。
魔法先生ネギま! 〜もうひとつの世界〜
第2シリーズ。全4話。原作の魔法世界編をもとにしている。OPの絵コンテは赤松健自身が担当。2009年9月15-16日には、300名抽選でバンダイチャンネルで第1話の先行ネット試写会が行われた。7月にはJR秋葉原駅でポスターが張り出されたが、一時6点全て盗難に遭っている。

## 声の出演
- ネギ・スプリングフィールド - 佐藤利奈
- 3年A組
  1. 相坂さよ（あいさか さよ） - 白鳥由里
  2. 明石裕奈（あかし ゆうな） - 木村まどか
  3. 朝倉和美（あさくら かずみ） - 笹川亜矢奈
  4. 綾瀬夕映（あやせ ゆえ） / ユエ・ファランドール - 桑谷夏子
  5. 和泉亜子（いずみ あこ） - 山川琴美
  6. 大河内アキラ（おおこうち アキラ） - 浅倉杏美
  7. 柿崎美砂（かきざき みさ） - 伊藤静
  8. 神楽坂明日菜（かぐらざか あすな） - 神田朱未
  9. 春日美空（かすが みそら） - 板東愛
  10. 絡繰茶々丸（からくり ちゃちゃまる） - 渡辺明乃
  11. 釘宮円（くぎみや まどか） - 出口茉美
  12. 古菲（クー フェイ） - Hazuki（初代、OAD2第1巻まで） / 阿澄佳奈（2代目、OAD2第4巻より）
  13. 近衛木乃香（このえ このか） - 野中藍
  14. 早乙女ハルナ（さおとめ ハルナ） - 石毛佐和
  15. 桜咲刹那（さくらざき せつな） - 小林ゆう
  16. 佐々木まき絵（ささき まきえ） - 堀江由衣
  17. 椎名桜子（しいな さくらこ） - 大前茜
  18. 龍宮真名（たつみや まな） - 佐久間未帆
  19. 超鈴音（チャオ リンシェン） - 高本めぐみ
  20. 長瀬楓（ながせ かえで） - 白石涼子
  21. 那波千鶴（なば ちづる） - 小林美佐
  22. 鳴滝風香（なるたき ふうか） - こやまきみこ
  23. 鳴滝史伽（なるたき ふみか） - 狩野茉莉
  24. 葉加瀬聡美（はかせ さとみ） - 門脇舞以
  25. 長谷川千雨（はせがわ ちさめ） - 志村由美
  26. エヴァンジェリン・A・K・マクダウェル - 松岡由貴
  27. 宮崎のどか（みやざき のどか） - 能登麻美子
  28. 村上夏美（むらかみ なつみ） - 相沢舞
  29. 雪広あやか（ゆきひろ あやか） - 皆川純子
  30. 四葉五月（よつば さつき） - 井上直美
  31. ザジ・レイニーデイ - いのくちゆか
- アーニャ - 斎藤千和
- アルベール・カモミール - 矢部雅史
- 犬上小太郎（いぬがみ こたろう） - 井上麻里奈
- クウネル・サンダース - 小野大輔
- 近衛近右衛門（このえ このえもん） - 辻村真人
- 源しずな - 井上喜久子
- チャチャゼロ - 鉄炮塚葉子
- 佐倉愛衣 - 中村知子

以下はドラマCD「言っておきたいことがある!」登場
- ナギ・スプリングフィールド - 子安武人
- 高音・D・グッドマン - 井上直美
- ココネ - いのくちゆか
- シスター シャークティ - 井上麻里奈

以下は第2シリーズ第1巻（第27巻付属）登場
- ネカネ・スプリングフィールド - 沢城みゆき
- メルディアナ魔法学校長 - 麦人
- ドネット・マクギネス - 大原さやか
- フェイト・アーウェルンクス - 石田彰
- 月詠（つくよみ） - 釘宮理恵

以下は第2シリーズ第2巻（第28巻付属）登場
- 電子精霊（A・B・C） - 金田朋子、鹿野優以、ゆりん

以下はドラマCD「さらば愛しき紅き翼」（第29巻付属）登場
- アリカ・アナルキア・エンテオフュシア - 林原めぐみ
- ジャック・ラカン - 小山力也
- 青山詠春 - 森川智之
- ガトウ・カグラ・ヴァンデンバーグ - 藤原啓治
- ゼクト - 福山潤
- タカミチ少年 - 柿原徹也

以下は第2シリーズ第3巻（第30巻付属）登場
- カゲタロウ - 斉藤次郎
- トラゴロー - 宮下栄治

以下は第2シリーズ第4巻（第31巻付属）登場
- クレイグ・コールドウェル - 望月健一
- クリスティン・ダンチェッカー - 小田久史
- アイシャ・コリエル - 藤田咲
- リン・ガランド - 安済知佳

以下は「魔法少女ユエ」（第32巻付属）登場
- コレット・ファランドール - 佐藤聡美
- エミリィ・セブンシープ - 竹達彩奈
- ベアトリクス・モンロー - 花澤香菜
- 総長（グランドマスター / セラス） - 勝生真沙子
- J・フォン・カッツェ - 松嵜麗
- S・デュ・シャ - 吉田聖子

## スタッフ
|                                   | 第1シリーズ                                           | 第2シリーズ                                      |
| --------------------------------- | ----------------------------------------------------- | ------------------------------------------------ |
| 原作・シリーズ構成                | 赤松健                                                | 赤松健                                           |
| 総監督                            | 新房昭之                                              | 新房昭之                                         |
| 監督                              | 富田浩章（第1話） 宮本幸裕（第2話） 板村智幸（第3話） | 静野孔文（第1・2話） ところともかず （第3・4話） |
| キャラクターデザイン ・総作画監督 | 実原登                                                | 実原登                                           |
| カラーデザイン                    | 日比野仁                                              | 日比野仁                                         |
| 美術監督                          | 小濱俊裕                                              | 海津利子                                         |
| 撮影監督                          | 江藤慎一郎                                            | 和田尚之                                         |
| 編集                              | -                                                     | 関一彦                                           |
| 音響監督                          | 鶴岡陽太                                              | 鶴岡陽太                                         |
| 音響                              | 菊地創                                                | 羽岡佳                                           |
| プロデューサー                    | 中西豪、大野昇                                        | 中西豪、大野昇                                   |
| プロデューサー                    | 石本洋一                                              | 立石謙介                                         |
| アニメーション プロデューサー     | 久保田光俊                                            | 久保田光俊                                       |
| アニメーション制作                | シャフト、スタジオパストラル                          | シャフト、スタジオパストラル                     |
| 製作                              | ネギま部                                              | 新ネギま部                                       |

## 主題歌
第1シリーズ
オープニングテーマ「ハッピー☆マテリアル リターン」
歌 - 麻帆良学園中等部3-A / 作詞 - うらん / 作曲 - 大川茂伸
エンディングテーマ「輝く君へ」（第1、2話）
歌 - 麻帆良学園中等部3-A / 作詞 - ヌマダテゆか / 作曲 - 桑原秀明
第2シリーズ
オープニングテーマ「LOVE♥ドライブ」
作詞 - うらん / 作曲 - 大川茂伸
歌 - ネギ（佐藤利奈）、明日菜（神田朱未）、木乃香（野中藍）、刹那（小林ゆう）、のどか（能登麻美子）
エンディングテーマ「Get a Chance!」
作詞 - 佐藤こづえ / 作曲 - Loop・K / 編曲 - 菊谷知樹
- 歌（第1話） - ネギ・スプリングフィールド（佐藤利奈）&犬上小太郎（井上麻里奈）
- 歌（第2話） - 長谷川千雨（志村由美）&アルベール・カモミール（矢部雅史）
- 歌（第3話） - ネギ・スプリングフィールド（佐藤利奈）&ジャック・ラカン（小山力也）
- 歌（第4話） - エヴァンジェリン・A・K・マクダウェル（松岡由貴）&クウネル・サンダース（小野大輔）

## 各話一覧
| 話数 | サブタイトル             | 監督     | 備考               |
| ---- | ------------------------ | -------- | ------------------ |
| 1    | ネギま部（仮）増殖中♥    | 富田浩章 | 第23巻限定版に付属 |
| 2    | つまりあのコが大本命!?   | 宮本幸裕 | 第24巻限定版に付属 |
| 3    | ネギ・パーティ準備万端!! | 板村智幸 | 第25巻限定版に付属 |

| 話数 | サブタイトル         | 脚色     | 絵コンテ                       | 演出                              | 備考               |
| ---- | -------------------- | -------- | ------------------------------ | --------------------------------- | ------------------ |
| 1    | 壊滅!?ネギパーティ!! | 中本宗応 | 静野孔文                       | 静野孔文 江島泰男                 | 第27巻限定版に付属 |
| 2    | 探すぞ僕の仲間たち!  | 木澤行人 | 静野孔文                       | 江島泰男                          | 第28巻限定版に付属 |
| 3    | 新・師弟コンビ誕生   | 中本宗応 | ところともかず 実原登 中澤勇一 | ところともかず 森義博（演出協力） | 第30巻限定版に付属 |
| 4    | 父の道か、師の道か!? | 木澤行人 | ところともかず                 | ところともかず 森義博（演出協力） | 第31巻限定版に付属 |

## 付属する書籍の一覧
第1シリーズ
講談社プレミアムKC
- 第23巻限定版 2008年8月12日 ISBN 978-4-06-937267-4（パクティオーカード：朝倉和美）
- 第24巻限定版 2008年11月17日 ISBN 978-4-06-937268-1（パクティオーカード：ジャック・ラカン）
- 第25巻限定版 2009年2月17日 ISBN 978-4-06-937269-8（パクティオーカード：アルビレオ・イマ）

第2シリーズ
講談社プレミアムKC
- 第27巻限定版 2009年9月17日発売 ISBN 978-4-06-358294-9（パクティオーカード：長瀬楓）
- 第28巻限定版 2009年11月17日発売 ISBN 978-4-06-358295-6（パクティオーカード：ネギ・スプリングフィールド）
- 第29巻限定版 2010年2月17日発売 ISBN 978-4-06-358309-0（パクティオーカード：古菲）
- 第30巻限定版 2010年5月17日発売 ISBN 978-4-06-358296-3（パクティオーカード：村上夏美）
- 第31巻限定版 2010年8月17日発売 ISBN 978-4-06-358297-0（パクティオーカード：絡操茶々丸）

## 関連CD
第1シリーズ
- サウンドドラマCD「魔法先生ネギま!」〜白き翼 ALA ALBA〜「言っておきたいことがある!」

2008年12月17日発売（パクティオーカード：春日美空）
181時間目 「言っておきたいことがある!」と、KC第23巻まで収録の第213話までの中から人気投票で選ばれた、118時間目「すべての想いを両の拳に!」と164-165時間目「マジカル悪戯魂」を収録。
- ハッピー☆マテリアル リターン（2008年8月27日発売）

第2シリーズ
- CD「魔法先生ネギま!」オリジナルオーディオドラマ　さらば愛しき紅き翼（第29巻限定版に付属）
- 魔法先生ネギま! 〜もうひとつの世界〜 Theme Song Collection（2010年11月17日発売）

## 魔法先生ネギま! もうひとつの世界Extra 魔法少女ユエ♥
『もうひとつの世界編』の番外編。当初は尺の都合上、夕映が主役の『アリアドネー編』は本編に収録されていなかったが、ファンの希望により『もうひとつの世界Extra』としてのアニメ化となった。コレット、エミリィ、ベアトリクスなどの新キャラも登場する。2011年2月17日発売の第33巻限定版では『魔法少女ユエ♥』ドラマCDが同梱。

### スタッフ（魔法少女ユエ）
- レイアウト作画監督 - 大森英敏、中澤勇一
- ビジュアルディレクター - 鈴木雅也
- 3D監督 - 馬場就大
- 撮影監督 - 中西康祐
- 監督・絵コンテ・演出 - 伊藤達文
- 作画監督 - いとうまりこ

他、第2期と同じスタッフ。

### 主題歌（魔法少女ユエ）
オープニングテーマ「Magical Twinkle Sky」
作詞 - うらん / 作曲 - 山口朗彦 / 編曲 - 河合英嗣
歌 - ユエ・ファランドール（桑谷夏子）、コレット・ファランドール（佐藤聡美）、エミリィ・セブンシープ（竹達彩奈）、ベアトリクス・モンロー（花澤香菜）
エンディングテーマ「Good Vibration!!」（未使用）
作詞 - こだまさおり / 作曲 - Loop-K / 編曲 - 河合英嗣
歌 - ユエ・ファランドール（桑谷夏子）、コレット・ファランドール（佐藤聡美）、エミリィ・セブンシープ（竹達彩奈）、ベアトリクス・モンロー（花澤香菜）

### 付属する書籍の一覧（魔法少女ユエ）
講談社プレミアムKC
- 第32巻限定版 2010年11月17日発売 ISBN 978-4-06-358321-2（パクティオーカード：佐々木まき絵）